# OsiriX
OsiriX ist eine Software zur Darstellung und Verarbeitung radiologischer DICOM-Bilddaten. Sie läuft unter dem Betriebssystem macOS und wurde von dem Radiologen Antoine Rosset entwickelt. Es ist 3D-, 4D- und 5D-Postprocessing sowie eine Bildfusion von Positronen-Emissions-Tomographie und CT-Daten möglich.

## Historie
In den frühen 1990er Jahren beschäftigte sich Osman Ratib mit dem damals jungen DICOM-Standard. Er veröffentlichte das Programm Osiris als Shareware-DICOM-Viewer.
2003 arbeitete er als Chairman an der University of California, Los Angeles (UCLA) und holte Antoine Rosset für ein einjähriges Stipendium nach Los Angeles. Dort entwickelten sie OsiriX neu.
Weltweit arbeiten laut Hersteller 600.000 Benutzer mit OsiriX.
Seit Februar 2015 wurde das Projekt von Open Source auf kommerziell geändert.

## OsiriX Foundation
2008 wurde die OsiriX Foundation gegründet. Sie soll als Stiftung das Weiterbestehen des Projektes und die Verbreitung der Software sichern und die Möglichkeit geben, beispielsweise Doktoranden für die Weiterentwicklung anzustellen.

## Meetings
In den Jahren 2005, 2006 und 2007 fanden Nutzertreffen in Chicago (RSNA), 2008 in Wien (ECR) statt.
Auf dem RSNA 2007 und 2008 wurden von Apple OsiriX-Kurse angeboten, und auch im September 2008 veranstaltete Apple ein OsiriX-Training in Cupertino.

## Umfang der Software
- DICOM Storage SCP/SCU
- DICOM Query/Retrieve SCP/SCU
- DICOM Print SCU
- Datenaustausch via Bonjour
- Import von DICOM-Dateien
- Erstellung von DICOM-CDs
- Export in verschiedene Formate (JPEG, TIFF, RAW, DICOM, QuickTime, QuickTime VR, …)
- Window/Level
- Zoom/Pan
- Serien-Synchronisation
- Bildfusion
- Drei-Punkte-Bildregistrierung
- MIP 2D, 3D (Maximumintensitätsprojektion)
- MPR (orthogonal, doppelt gekippt, gekurvt)
- 3D-Volumerendering
- 3D-Surfacerendering
- 4D-Darstellung von Multiphasen-Studien
- 5D-Fusion von Stoffwechseluntersuchungen (PET) mit Multiphasen-Studien